# Acanthogorgia radians
Acanthogorgia radians är en korallart som beskrevs av Kükenthal och Gorzawsky 1908. Acanthogorgia radians ingår i släktet Acanthogorgia och familjen Acanthogorgiidae. Inga underarter finns listade i Catalogue of Life.